# Panique sur la ville
Pour plus de détails, voir Fiche technique et Distribution.
Panique sur la ville (Gorilla at Large) est un film américain réalisé par Harmon Jones et sorti en 1954.

## Fiche technique
- Titre : Panique sur la ville
- Titre original : Gorilla at Large
- Réalisation : Harmon Jones
- Scénario : Leonard Praskins et Barney Slater
- Musique : Lionel Newman
- Direction artistique : Addison Rehr et Lyle Wheeler
- Décors : Al Orenbach
- Costumes : Renié
- Photographie : Lloyd Ahorn
- Son : Harry M. Leonard et E. Clayton Ward
- Montage : George A. Gitten
- Production : Robert L. Jacks
- Société(s) de production : Panoramic Productions
- Pays de production :  États-Unis
- Format : couleur
- Genre : policier
- Durée : 83 minutes
- Dates de sortie :
  - États-Unis : 14 mai 1954
  - France : 23 novembre 1956

## Distribution
- Cameron Mitchell : Joey Matthews
- Anne Bancroft : Laverne Miller
- Lee J. Cobb : Detective Sgt Garrison
- Raymond Burr : Cy Miller
- Charlotte Austin : Audrey Baxter
- Lee Marvin : Shaughnessy